# Batalla de Sufètula
La batalla de Sufètula va enfrontar l'any 647 les forces musulmanes àrabs del califat Rashidun i l'exarcat d'Àfrica romà.

## Rerefons
L'exarcat d'Àfrica patia una crisi interna a causa del conflicte entre la població calcedònia ortodoxa i els monotelistes, que era una solució de compromís entre el calcedonisme i el monofisisme ideat i promogut per l'emperador Heracli l'any 638.
Entre els anys 642 i 643, els àrabs havien colonitzat la Cirenaica i la meitat oriental de la Tripolitània, incloent-hi Trípoli. Només fou degut a les ordres del califa Úmar (r. 634–644) que aturaren la seva expansió cap a l'oest.
L'any 646, l'exarca Gregori el Patrici es va rebel·lar contra l'emperador Constant II. La raó òbvia era que l'emperador donava suport al monotelisme, però també fou una reacció a la conquesta musulmana d'Egipte, i a l'amenaça que representaven els àrabs contra l'Exarcat d'Àfrica. La revolta tenia el suport de la població, tant dels africans romanitzats com dels amazics de l'interior.

## Batalla
El 647, el successor d'Úmar, Uthman, va ordenar a Abd-Al·lah ibn Sad que envaís l'exarcat amb 20.000 homes. Els musulmans van envair la Tripolitània occidental i van avançar fins a la frontera del nord de la província romana de Bizacena. Gregori va enfrontar-se amb els àrabs quan va retornar a Sufètula, però fou derrotat i mort. Agapi de Hieràpolis i algunes fonts siríaques afirmen que aquest va sobreviure a la derrota i fugí a Constantinoble, on es reconcilià amb Constant, però autors més moderns accepten l'afirmació dels cronistes àrabs segons els quals Gregori va morir en la batalla. Les fonts àrabs també afirmen que els musulmans van capturar la filla de Gregori, que havia lluitat al costat del seu pare. Posteriorment fou portada a Egipte com a part del botí, però que va caure del camell on viatjava i morí.

## Conseqüències
Després de la mort de Gregori, els àrabs van saquejar Sufètula i van continuar ocupant l'exarcat, mentre que els romans es van retirar de les seves fortaleses. Contents amb les riqueses que havien obtingut dels saquejos, els àrabs van acordar el pagament d'un fort tribut en or.
Malgrat que la ràtzia àrab no va continuar durant algun temps, i que es van restaurar els lligams amb Constantinoble, el control romà de l'Àfrica fou sacsejat en els seus fonaments per la rebel·lió de Gregori i la victòria àrab. Sobretot va provocar un xoc en les tribus amazigues, i una gran part del sud de l'actual Tunísia estava fora del control de Cartago. Per això la Batalla de Sufètula va marcar «el final, més o menys proper, però inevitable, de la dominació romana d'Àfrica».

## Trivial
Segons fonts islàmiques, la filla de Gregori fou esclavitzada pels musulmans, però finalment morí en caure del camell on anava durant el viatge a Egipte.